# Pietro Michele Angelo Manini
Pietro Michele Angelo Manini (Castelnovo ne' Monti, 13 giugno 1814 – Reggio Emilia, 18 giugno 1890) è stato un patriota italiano.
Dedicò tutta la sua vita all'idea politica repubblicana contribuendo in forma attiva al partito repubblicano reggiano.

## Biografia
Angelo Manini nacque a Villaberza di Castelnovo ne' Monti, si trasferì con la famiglia a Vezzano dove intraprese il lavoro di famiglia di artigiano del rame, lavoro che svolgerà per tutta la vita e che gli permise di attingere ai fondi necessari per sostenere la causa repubblicana.
Non vi sono notizie certe sui suoi anni giovanili, difficilmente attivo nei moti del 1831 che non interessarono la sua area geografica, ma condivise le idee della Giovine Italia in forma attiva, tanto da essere soggetto al controllo della polizia del Ducato di Modena e Reggio venendo più volte arrestato e condotto nel carcere di Rubiera.

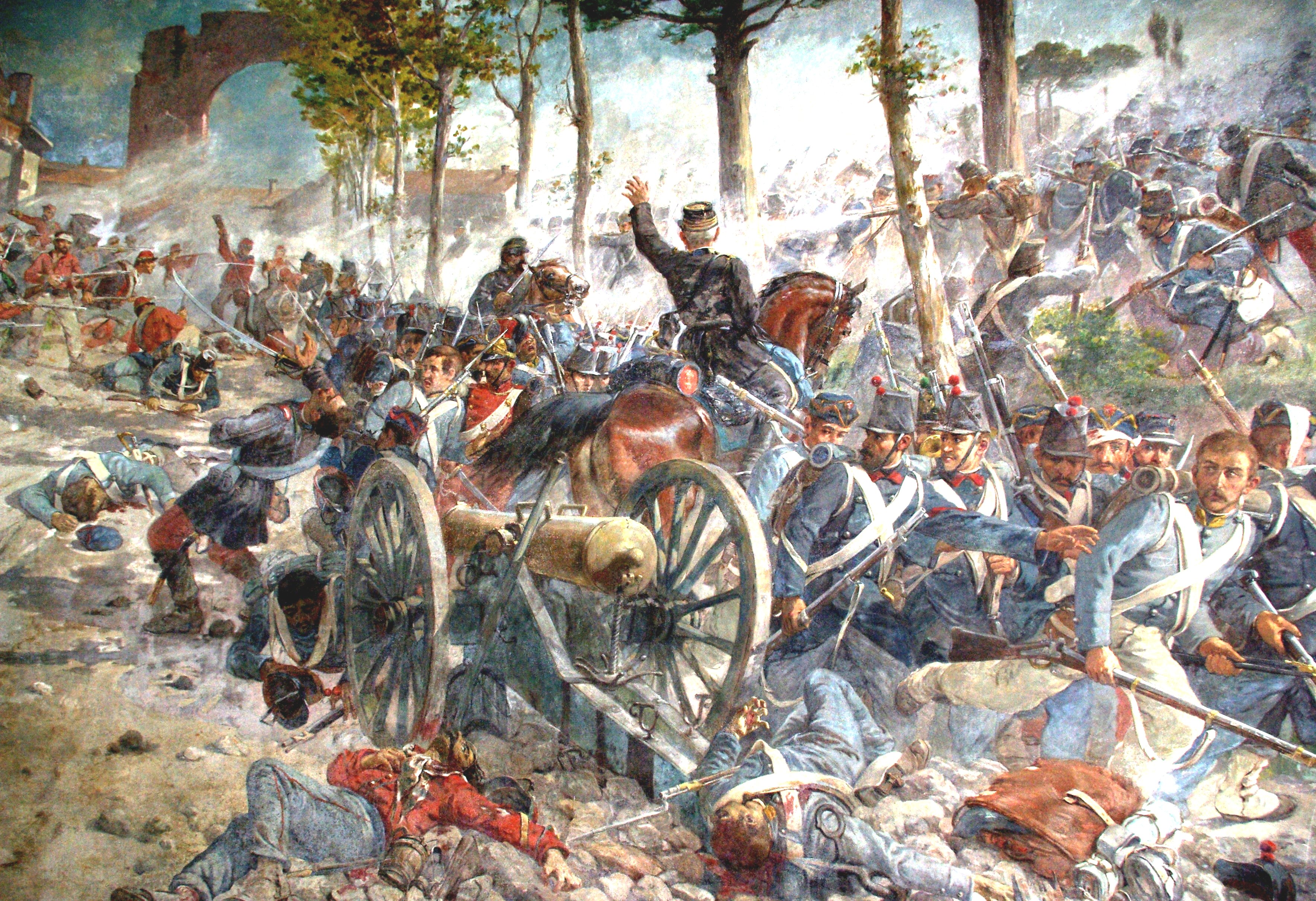
La battaglia del Volturno

La sua collaborazione con Giuseppe Mazzini non fu diretta, ma attraverso il sostegno attivo a Giovanni Grilenzoni e Giuseppe Lamberti. Di quest'ultimo, tornato a Reggio a morire, recitò la commemorazione come Mazzini aveva consigliato.
Le sue idee politiche erano considerate rivoluzionarie, tanto da essere chiamato il capo dei rossi e sempre sotto il serrato controllo delle forze dell'ordine che non esitarono a arrestarlo nel 1853 insieme ad altri mazziniani dopo la rivolta del 6 febbraio 1853 restando in prigione per alcuni mesi. Sembra che nascondesse la corrispondenza che riceveva da Mazzini, Garibaldi o da Cairoli le nascondesse in un tubo di rame tenuto segretamente nascosto anche ai famigliari così che non venissero scoperta durante le numerose perquisizioni.
Nel 1859, con lo scoppio della seconda guerra d'indipendenza italiana e il crollo del ducato di Modena, Manini fu, insieme a Giovanni Grilenzoni, tra i principali attivisti della sezione reggiana del Partito d'Azione. Pochi mesi dopo i due figli Filippo e Secondo, arruolatisi tra i garibaldini, presero parte alla battaglia del Volturno dell'ottobre 1860. I volontari, erano infatti sostenuti economicamente dal gruppo mazziniano di Reggio e il 29 agosto del medesimo anno Angelo Manini venne incaricato di guidare la commissione direttiva locale della neo costituita Società di mutuo soccorso degli operai, dando all'associazione una rilevanza più politica che sociale, portando avanti i valori di unità nazionale con le elezioni politiche a suffragio universale. Le società si diffusero in tutta la provincia, diventando supporto al movimento repubblicano prima e poi socialista.
La sua attività di propaganda repubblicana e garibaldina, trovava difficoltà con i monarchici o papisti, in particolare l'opera denigratoria del parroco di San Prospero di Reggio, don Angelo Camurani, che inveiva contro quelli che chiamava atei e scomunicati mazziniani, in particolare contro Manini accusandolo di averlo sentito dire nefandezze contro il governo
La sua collaborazione con Grilenzoni lo portò a fondare nel giugno 1861 il comitato di provvedimento per Roma e Venezia, facendo un'attiva protesta contro la politica estera di Bettino Ricasoli. La carica di delegato della società operaia gli permise di essere presente al congresso di Firenze nel settembre 1861 e a quelli dei comitati nel 1862 a Genova.
La volontà di divulgare le sue idee si trasformò in una intensa attività di propaganda con la diffusione di manifestini e l'organizzazione di incontri e raduni, fino al 1862 quando Garibaldi venne ferito e sconfitto sull'Aspromonte, portando le manifestazioni di protesta ad essere molto partecipate tanto che la polizia a stento riuscì a sedare i rivoltosi. Si dovette chiudere la società operaia su imposizione delle autorità. Manini continuò a difendere la società sciolta attraverso una pubblicazione sui giornali locali e costituì nel novembre del medesimo anno la Fratellanza artigiana diventandone presidente del consiglio direttivo, dovendo poi rinunciare anche a questa in quanto sciolta dal Ministero dell'Interno.
Negli anni successivi, Manini, dietro invito scritto di Garibaldi, raccolse i fondi a favore del Comitato centrale presieduto da Cairoli, reclutando anche un piccolo gruppo di volontari che avrebbe dovuto coadiuvare l'insurrezione del Veneto.
Nel 1865 fu tra i fondatori del settimanale La Rivoluzione, una rivista che doveva servire a contrastare la diffusione di notizie denigratorie e 
che supportava la candidatura di Grilenzoni per il collegio di Reggio Emilia in occasione delle elezioni del 1865. La sera del 22 ottobre 1865, una volta conosciuto l'esito del voto, il direttore del quotidiano liberale L’Italia Centrale don Angelo Volpe venne aggredito e ferito con dieci pugnalate. Del fatto furono accusati figli di Manini insieme ad altri due repubblicani. Il processo, tenutosi nel luglio dell'anno successivo, vedrà gli imputati, difesi da Francesco Crispi, assolti con formula piena.
Nel 1869, nonostante la contrarietà del padre, Secondo e Filippo Manini formarono una banda che sosteneva i contadini nelle proteste contro la nuova tassa imposta sulla macinazione dei cereali, questi crearono un gruppo di contestatori chiamato la Banda dei Manin. Il gruppo dei ribelli, tra i quali figuravano anche Gaetano Davoli e Francesco Montruccoli, sabotava i mulini e raccoglieva le tasse raccolte restituendole ai contadini. La repressione governativa non tardò però a reprimere la banda, spingendo molti dei suoi componenti a fuggire o a darsi alla macchia. Il 24 gennaio 1869 Angelo Manini venne arrestato, mentre i figli si costituiranno solo alcuni mesi più tardi, venendo poi liberati solo dopo la liberazione di Roma.
Nel maggio 1870 Manini fu l'ideatore, assieme a Giuseppe Pomelli, della formazione di un gruppo di volontari armati che doveva proclamare una repubblica nell'Appennino reggiano per costringere il governo italiano a forzare la mano nella questione romana. Il 17 maggio gli insorti, partiti due giorni prima da Reggio, si scontrarono con i Carabinieri presso Bagnolo. Al termine di un lungo scontro a fuoco i repubblicani lasciarono a terra un morto e venti prigionieri.
Manini, che aveva lottato e creduto nell'Italia unita, quando vide realizzarsi i suoi desideri con la presa di Roma, si ritirò a vita privata, morendo il 18 giugno 1890 in estrema indigenza nella sua casa di Reggio nell'Emilia. Fu Camillo Prampolini, fondatore del Partito Socialista Italiano e neoeletto nel nuovo parlamento a recitare il necrologio funebre.